# Maurice Karnaugh
Maurice Karnaugh (Nova Iorque, 4 de outubro de 1924 - Nova Iorque, 8 de novembro de 2022) foi um físico americano, matemático e inventor conhecido pelo mapa de Karnaugh utilizado em álgebra booliana.

## Carreira
Karnaugh estudou matemática e física no City College de Nova York (1944 a 1948) e transferiu-se para a Yale University para concluir seu B.Sc. (1949), M.Sc. (1950) e Ph.D. em física com uma tese sobre a teoria da ressonância magnética e duplicação do tipo lambda em óxido nítrico (1952).
Karnaugh trabalhou no Bell Labs (1952 a 1966), desenvolvendo o mapa de Karnaugh (1954), bem como patentes para codificação PCM e circuitos magnéticos lógicos e codificação. Mais tarde, ele trabalhou na Divisão Federal de Sistemas da IBM em Gaithersburg (1966 a 1970) e no IBM Thomas J. Watson Research Center (1970 a 1994), estudando redes de interconexão de vários estágios .
Karnaugh foi eleito IEEE Fellow em 1976 e ocupou um cargo adjunto na Polytechnic University of New York (agora New York University Tandon School of Engineering) no campus de Westchester de 1980 a 1999.
Ele é casado com a ex-Linn Blank Weil desde 1970. Ele tem dois filhos adultos, Robert e Paul, de seu primeiro casamento.

## Publicações
- Karnaugh, Maurice (November 1953) [1953-04-23, 1953-03-17]. "The Map Method for Synthesis of Combinational Logic Circuits". Transactions of the American Institute of Electrical Engineers, Part I: Communication and Electronics. 72 (5): 593–599. doi:10.1109/TCE.1953.6371932.
- Karnaugh, Maurice (June 1972). "Issues in Computer Communications". IEEE Transactions on Communications. 20 (3): 495–498. doi:10.1109/TCOM.1972.1091197
- Karnaugh, Maurice (May 1976). "A New Class of Algorithms for Multipoint Network Optimization". IEEE Transactions on Communications. 24 (5): 500–505. doi:10.1109/TCOM.1976.1093334.
- Karnaugh, Maurice (March 1992). Generalized quicksearch for expert systems. Eighth Conference on Artificial Intelligence for Applications. pp. 30–34. doi:10.1109/CAIA.1992.200007.
- Karnaugh, Maurice (2017-01-17) [2015-07-05]. "Symbolic Sets and the Real Line"